# Liga mistrů OFC 2010/2011
Ročník 2010/11 Ligy mistrů OFC (anglicky OFC Champions League) byl 10. ročníkem klubové soutěže pro nejlepší oceánské fotbalové týmy. Vítězem se stal tým Auckland City FC, který tak postoupil na Mistrovství světa ve fotbale klubů 2011.

## Základní skupiny

### Skupina A
| Tým           | Z | V | R | P | VG | IG | +/- | B  |
| ------------- | - | - | - | - | -- | -- | --- | -- |
| Amicale       | 6 | 3 | 1 | 2 | 12 | 7  | +5  | 10 |
| Koloale       | 6 | 3 | 0 | 3 | 10 | 10 | 0   | 9  |
| Lautoka       | 6 | 2 | 2 | 2 | 6  | 13 | –7  | 8  |
| Hekari United | 6 | 1 | 3 | 2 | 10 | 8  | +2  | 6  |

|               | AMI | HEK | KOL | LAU |
| ------------- | --- | --- | --- | --- |
| Amicale       | –   | 3–3 | 2–0 | 5–1 |
| Hekari United | 1–2 | –   | 4–0 | 1–1 |
| Koloale       | 1–0 | 2–1 | –   | 1–2 |
| Lautoka       | 1–0 | 0–0 | 1–6 | –   |

### Skupina B
| Tým              | Z | V | R | P | VG | IG | +/- | B  |
| ---------------- | - | - | - | - | -- | -- | --- | -- |
| Auckland City    | 6 | 4 | 2 | 0 | 12 | 2  | +10 | 14 |
| Waitakere United | 6 | 2 | 2 | 2 | 8  | 8  | 0   | 8  |
| Magenta          | 6 | 2 | 1 | 3 | 6  | 7  | −1  | 7  |
| Tefana           | 6 | 1 | 1 | 4 | 5  | 14 | −9  | 4  |

|                  | AUC | MAG | TEF | WAI |
| ---------------- | --- | --- | --- | --- |
| Auckland City    | –   | 3–0 | 5–0 | 1–0 |
| Magenta          | 0–1 | –   | 1–0 | 1–1 |
| Tefana           | 1–1 | 0–3 | –   | 3–1 |
| Waitakere United | 1–1 | 2–1 | 3–1 | –   |

## Finále
| Domácí v 1. zápase | Celkem | Hosté v 1. zápase | 1. zápas | 2. zápas |
| ------------------ | ------ | ----------------- | -------- | -------- |
| Amicale            | 1–6    | Auckland City     | 1–2      | 0–4      |

## Vítěz
| Liga mistrů OFC 2010/11 Auckland City FC Třetí titul |